# Подолье (футбольный клуб, Каменец-Подольский)
ФК Подолье — советский футбольный клуб из Каменец-Подольского. Основан в 1960 году. В 2016 году возобновилось участие сборной футбольной команды города под названием ФК «Фортеця» в чемпионате области. ФК «Фортеця» является правопреемником ФК «Подолье».

## Названия
- 1960—1962 — «Авангард»;
- 1963—1979 — «Подолье».

## Достижения
- Во второй лиге СССР — 12 место (в зональном турнире УССР класса «Б» 1969 год).

## Известные тренеры
- Грозный, Вячеслав Викторович.

## Известные игроки
- Иваненко, Игорь Васильевич.